# Hastings Kamuzu Banda
Hastings Kamuzu Banda (anglès: Hastings Banda)  (Kasungu, 1896 ↔ 1898 - Johannesburg, 25 de novembre de 1997) va ser el líder del Congrés Africà de Nyasalàndia el 1958, durant la Federació de Rhodèsia i Nyasalàndia. El 6 de juliol de 1964 es va proclamar la independència de Nyasalàndia per esdevenir república al cap de dos anys en la mateixa data. (de 1964 a 1966, Malawi va ser un regne independent del domini / Commonwealth) Banda va ser el primer President de Malawi rebatejat com a Malawi (de 1964 a 1994) i el seu partit va ser rebatejat com a Partit del Congrés de Malawi. Després d'exercir uns anys com a president, Banda va esdevenir un dictador de caràcter paternalista.

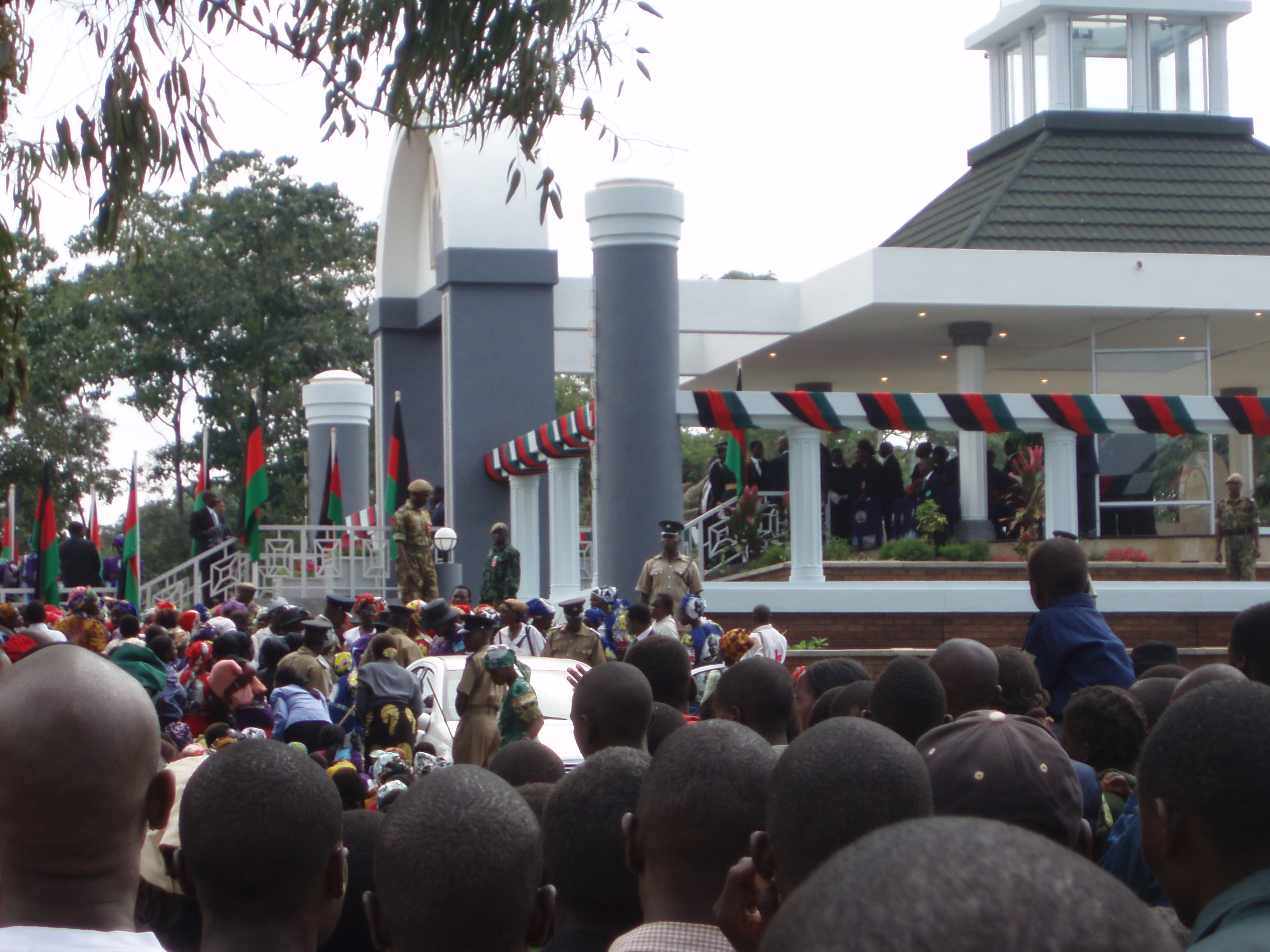
Cerimònia d'obertura del Mausoleu de Hastings Banda el 14 de maig de 2006.

Després de rebre gran part de la seva educació en etnografia, lingüística, història i medicina a l'estranger, Banda va tornar a Nyasalàndia per parlar contra el colonialisme i defensar la independència del Regne Unit. Va ser nomenat oficialment primer ministre de Nyasalàndia, i va conduir el país a la independència el 1964. Dos anys més tard, va proclamar Malawi com a una república amb ell mateix com a primer president. Va consolidar el poder i més tard va declarar Malawi com un estat de partit únic sota el Partit del Congrés de Malawi (MCP). El 1970, l'MCP el va nomenar president vitalici del partit. El 1971, es va convertir en president de Life of Malawi. Reconegut líder anticomunista a l'Àfrica, va rebre el suport del Bloc Occidental durant la Guerra Freda. En general, va donar suport als drets de les dones, va millorar la infraestructura del país i va mantenir un bon sistema educatiu en relació amb altres països africans. No obstant això, va presidir un dels règims més repressius d'Àfrica, una època en què els opositors polítics van ser torturats i assassinats regularment. Els grups de drets humans calculen que almenys 6.000 persones van ser assassinades, torturades i empresonades sense judici. Fins a 18.000 persones van ser assassinades durant el seu govern, segons una estimació. El seu govern s'ha caracteritzat com una «autocràcia altament repressiva». Va rebre crítiques per mantenir relacions diplomàtiques plenes amb el govern de l'apartheid a Sud-àfrica.
El 1993, enmig de la creixent pressió nacional i internacional, va acceptar la celebració d'un referèndum que va posar fi al sistema de partit únic. Poc després, una assemblea especial va posar fi a la seva presidència vitalícia i el va despullar la majoria dels seus poders. Banda es va presentar a la presidència a les eleccions democràtiques que van seguir i va ser derrotat. Va morir a Sud-àfrica el 25 de novembre de 1997.

## Biografia

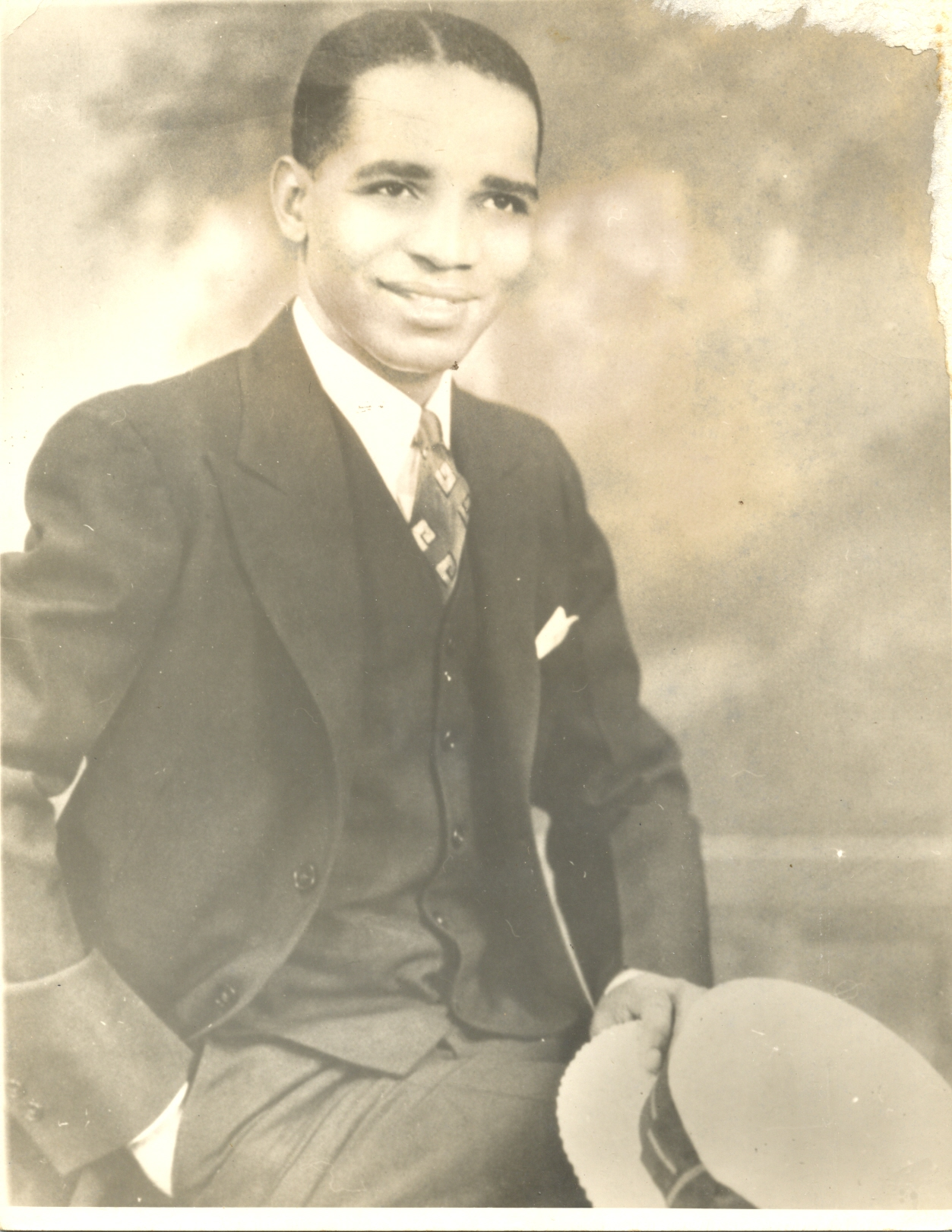
Un jove Hastings Banda

Kamuzu Banda va néixer Akim Kamnkhwala Mtunthama Banda prop de Kasungu a Malawi (aleshores Àfrica Central Britànica), fill de Mphonongo Banda i Akupingamnyama Phiri. Es desconeix la seva data de naixement, ja que va tenir lloc quan no hi havia documentació de registre de naixement, però el mateix Banda va donar sovint el 14 de maig de 1906 com la seva data de naixement. Més tard, quan un amic, el doctor Donal Brody, li va presentar proves de certs costums tribals, Banda va dir: «Ningú sap l'hora, la data, el mes o l'any en què vaig néixer, encara que ara accepto l'evidència: març o abril de 1898».
Va deixar l'escola del seu poble prop de Mtunthama per anar a casa dels seus avis materns i va anar a l'escola primària de Chayamba a Chikondwa. El 1908, es va traslladar a l'estació de missió de Chilanga i va ser batejat el 1910.
El nom Kamnkhwala, que significa «petita medicina», va ser substituït per Kamuzu, que significa «petita arrel». El nom de Kamuzu se li va donar perquè va ser concebut després que la seva mare rebé herbes d'arrel per curar la infertilitat. Va agafar el nom cristià de Hastings després de ser batejat a l'Església d'Escòcia pel doctor George Prentice, un escocès, el 1910, batejant-se així en honor a John Hastings, un missioner escocès que treballava prop del seu poble a qui admirava. El prefix «doctor» es va obtenir gràcies a la seva educació.
Al voltant de 1915–1916, Banda va marxar de casa a peu amb Hanock Msokera Phiri, un oncle que havia estat professor a l'escola missionera de Livingstonia propera, per a Hartley, Rhodèsia del Sud (ara Chegutu, Zimbabwe). Aparentment, volia inscriure's al famós Institut Missioner presbiterià escocès Lovedale a Sud-àfrica, però va completar la seva educació estàndard sense estudiar-hi. El 1917 va marxar a peu cap a Johannesburg, a Sud-àfrica. Va treballar durant uns quants anys a la mina profunda de Witwatersrand a l'escull de Transvaal. Durant aquest temps, va conèixer el bisbe William Tecumseh Vernon de l’Església Episcopal Metodista Africana (AME) que es va oferir a pagar la seva matrícula en una escola metodista dels Estats Units si podia pagar el seu propi pas. El 1925 va marxar a Nova York.

### Vida a l'estranger (1925–1958)

#### Estats Units
Banda va estudiar a la secció de secundària del Wilberforce Institute, un col·legi afroamericà de l'Església Episcopal Metodista Africana, ara conegut com a Central State University, a Wilberforce, Ohio, i es va graduar el 1928. Amb el seu suport econòmic exhaurit, Banda va guanyar diners amb les conferències organitzades per l'educador ghanés Kweyir Aggrey, a qui havia conegut a Sud-àfrica.
Parlant en una reunió del club Kiwanis, va conèixer el doctor Herald, amb l'ajuda del qual es va matricular com a estudiant de premedicina a la Universitat d'Indiana, on es va allotjar amb la senyora WN Culmer. A Bloomington, va escriure uns quants assaigs sobre la seva tribu natal Chewa per al folklorista Stith Thompson, que el va presentar a Edward Sapir, antropòleg de la Universitat de Chicago, a la qual, després de quatre semestres, es va traslladar. Durant el seu període allà, va col·laborar amb l'antropòleg i lingüista afroamericà Mark Hanna Watkins, proporcionant informació sobre la seva llengua nativa Chewa. Això va portar a la publicació d'un llibre de gramàtica de la llengua. A Chicago, es va allotjar amb una afroamericana, Corinna Saunders. Es va llicenciar en història i es va graduar amb un grau en filosofia l'any 1931.
Durant aquest temps va gaudir del suport financer de la senyora Smith, el marit de la qual, Douglas Smith, havia fet fortuna amb medicaments patentats i pasta de dents Pepsodent i com a membre del consell d'Eastman Kodak. Aleshores, encara amb el suport financer d'aquests i d'altres benefactors (incloent-hi Walter B. Stephenson de la Delta Electric Company), va estudiar medicina al Meharry Medical College de Tennessee, del qual va obtenir un títol de MD el 1937. Banda es va convertir en la segona persona de Malawi a rebre un títol de medicina, després de Daniel Sharpe Malekebu.

#### Regne Unit
Tanmateix, per practicar la medicina als territoris de l'Imperi Britànic, Banda havia d'obtenir un segon grau de medicina; va anar a la Universitat d'Edimburg i posteriorment se li va concedir un triple diploma conjunt escocès (LRCP(Edin), LRCS(Edin) i LRCPSG) el 1941. Els seus estudis van ser finançats amb unes beques de 300 lliures a l'any del govern de Nyasalàndia (per facilitar el seu retorn com a metge) i de l'Església d'Escòcia; cap d'aquests benefactors era conscient de l'altre (hi ha relats contradictoris d'això). Encara podria haver estat finançat per la senyora Smith. Quan es va inscriure a cursos sobre malalties tropicals a Liverpool, el govern de Nyasalàndia va cancel·lar la seva beca. Es va veure obligat a abandonar Liverpool quan es va negar per raons de consciència a ser reclutat com a metge de l'exèrcit.
Entre 1941 i 1945, va treballar com a metge a North Shields, prop de Newcastle upon Tyne. En aquell moment era llogater de la senyora Amy Walton a Alma Place a North Shields i li enviava una targeta de Nadal cada any fins a la seva mort a finals dels anys seixanta. El 1944 va conèixer Merene French, nora d'un dels seus pacients, i va començar una relació amb ella.
Després de la Segona Guerra Mundial, va establir una oficina al suburbi londinenc de Kilburn i es va fer políticament actiu en unir-se al Partit Laborista i al Fabian Colonial Bureau, que es va fundar el 1940.
Banda es va traslladar a Londres el 1945, comprant una oficina al suburbi de Harlesden, al nord de Londres. Inicialment, es va allotjar a casa de la senyora French, i el senyor French es va unir a ells l'octubre de 1945. Més tard, va comprar la seva pròpia casa a Brondesbury Park. La senyora French es va traslladar com a mestressa de casa, juntament amb el seu marit. Segons altres relats, es va allotjar en un hotel, The Conway Court, a Paddington dirigit per la senyora Janet Evans. Segons s'informa, va evitar tornar a Nyasalàndia per por que els seus nous recursos financers fossin consumits per la seva extensa família a casa seva.
El 1945, a instàncies del cap Mwase de Kasungu, a qui havia conegut a Anglaterra el 1939, i d'altres malawians políticament actius, va representar el Congrés Africà de Nyasalàndia al Cinquè Congrés Panafricà a Manchester. A partir d'aquest moment, va ser cada cop més actiu per la seva terra natal, assessorant el Congrés i donant-li algun suport econòmic. Amb l'ajuda dels britànics simpatitzants, també va fer pressió a Londres en nom del Congrés.

### Federació de Rhodèsia i Nyasalàndia i es trasllada a Ghana
Banda es va oposar activament als esforços de Sir Roy Welensky, un polític de Rhodèsia del Nord, per formar una federació entre Rhodèsia del Sud i del Nord amb Nyasalàndia, un moviment que temia que tingués com a resultat una més privació de drets per als negres de Nyasalàndia. L'any 1953 es va constituir la federació (com ell l'anomenava) «estúpida».
Es rumorejava amb certa emoció que tornaria a Nyasalàndia el 1951, però, en canvi, es va traslladar a la Costa d'Or a l'Àfrica Occidental. Hi va anar en part per un escàndol que va implicar la seva recepcionista a Harlesden, Merene French (la senyora French); malgrat els informes que va quedar embarassada del seu fill, això mai s'ha confirmat. Banda va ser citada com a codemandada en el divorci del senyor French i acusada d'adulteri amb la senyora French. Ella va seguir Banda a l'Àfrica occidental, però ell no volia tenir res més a veure amb ella. French va morir el 1976.

### Tornada a casa
Diversos líders influents del Congrés, inclosos Henry Chipembere, Kanyama Chiume, Dunduzu Chisiza i TDT Banda (sense relació) li van suplicar que tornés a Nyasalàndia per assumir el lideratge de la seva causa. Una delegació enviada a Londres es va reunir amb Banda al port de Liverpool, on estava fent els arranjaments per tornar a Ghana. Va acceptar tornar, però va demanar temps per resoldre uns quants assumptes privats. La delegació va tornar sense ell i va procedir a fer les gestions per al seu imminent retorn. Després de dues falses sortides, inclosa una baralla entre la policia i multituds africanes que amenaçaven d'assaltar un avió de la BOAC que es rumorejava que portava el Dr. Banda a l'aeroport de Chileka, Banda finalment es va presentar el 6 de juliol de 1958 després d'una absència d'uns 42 anys. A l'agost, a la badia de Nkata, va ser aclamat com a líder del Congrés.
Aviat va començar a recórrer el país, parlant en contra de la Federació Centreafricana (també coneguda com a Federació de Rhodèsia i Nyasaland), i exhortant els seus ciutadans a convertir-se en membres del partit. Suposadament, li faltava tanta pràctica a la seva Nyanja natal que va necessitar un intèrpret, un paper que sembla ser interpretat per John Msonthi i més tard per John Tembo, que va romandre a prop seu durant la major part de la seva carrera). Va ser rebut amb entusiasme allà on parlava, i la resistència a l'Imperialisme entre els malauians es va fer cada cop més freqüent. El febrer de 1959, la situació s'havia tornat prou greu que les tropes de Rhodèsia van ser enviades per volar per ajudar a mantenir l'ordre, i es va declarar l'estat d'emergència. El 3 de març, Banda, juntament amb centenars d'altres africans, va ser detingut durant l'«Operació Sunrise». Va ser empresonat a Gwelo (avui Gweru) a Rhodèsia del Sud (ara Zimbàbue), i el lideratge del Partit del Congrés de Malawi (el Congrés africà de Nyasalàndia amb un nou nom) va ser assumit temporalment per Orton Chirwa, que va ser alliberat de la presó l'agost de 1959.

### Sortida de la presó i camí cap a la independència
L'estat d'ànim a la Gran Bretanya, per la seva banda, feia temps que s'estava avançant cap a la descolonització a causa de la pressió de les seves colònies. Banda va sortir de la presó l'abril de 1960 i gairebé immediatament va ser convidat a Londres per a converses destinades a aconseguir la independència. Les eleccions es van celebrar l'agost de 1961. Mentre que Banda va ser nomenat tècnicament com a ministre de Terra, Recursos Naturals i Govern Local, va esdevenir primer ministre de facto de Nyasalàndia, títol que se li va concedir formalment l'1 de febrer de 1963. Ell i els seus companys ministres del MCP van ampliar ràpidament l'educació secundària, van reformar els anomenats tribunals natius, van acabar amb certs aranzels agrícoles colonials i van fer altres reformes. El desembre de 1962, RA Butler, secretari d'Estat britànic per a Afers Africans, va acceptar essencialment acabar amb la Federació.
Va ser el mateix Banda qui va escollir el nom «Malawi» per a l'antiga Nyasalàndia l'havia vist en un antic mapa francès com el nom d'un «llac Maravi» a la terra dels Bororo, i li agradava el so i l'aspecte d'una paraula com «Malawi». El 6 de juliol de 1964, exactament sis anys després del retorn de Banda al país, Nyasalàndia va obtenir la independència i es va rebatejar com a Malawi.

## Líder de Malawi

### Crisi del gabinet de 1964
Amb prou feines un mes després de la independència, Malawi va patir la crisi del Gabinet de 1964. Banda ja havia estat acusat de tendències autocràtiques. uns quants ministres de Banda li van presentar propostes destinades a limitar els seus poders. Banda va respondre destituint quatre dels ministres. Altres ministres van dimitir en solidaritat. Els dissidents van fugir del país.

### Nova constitució i consolidació del poder

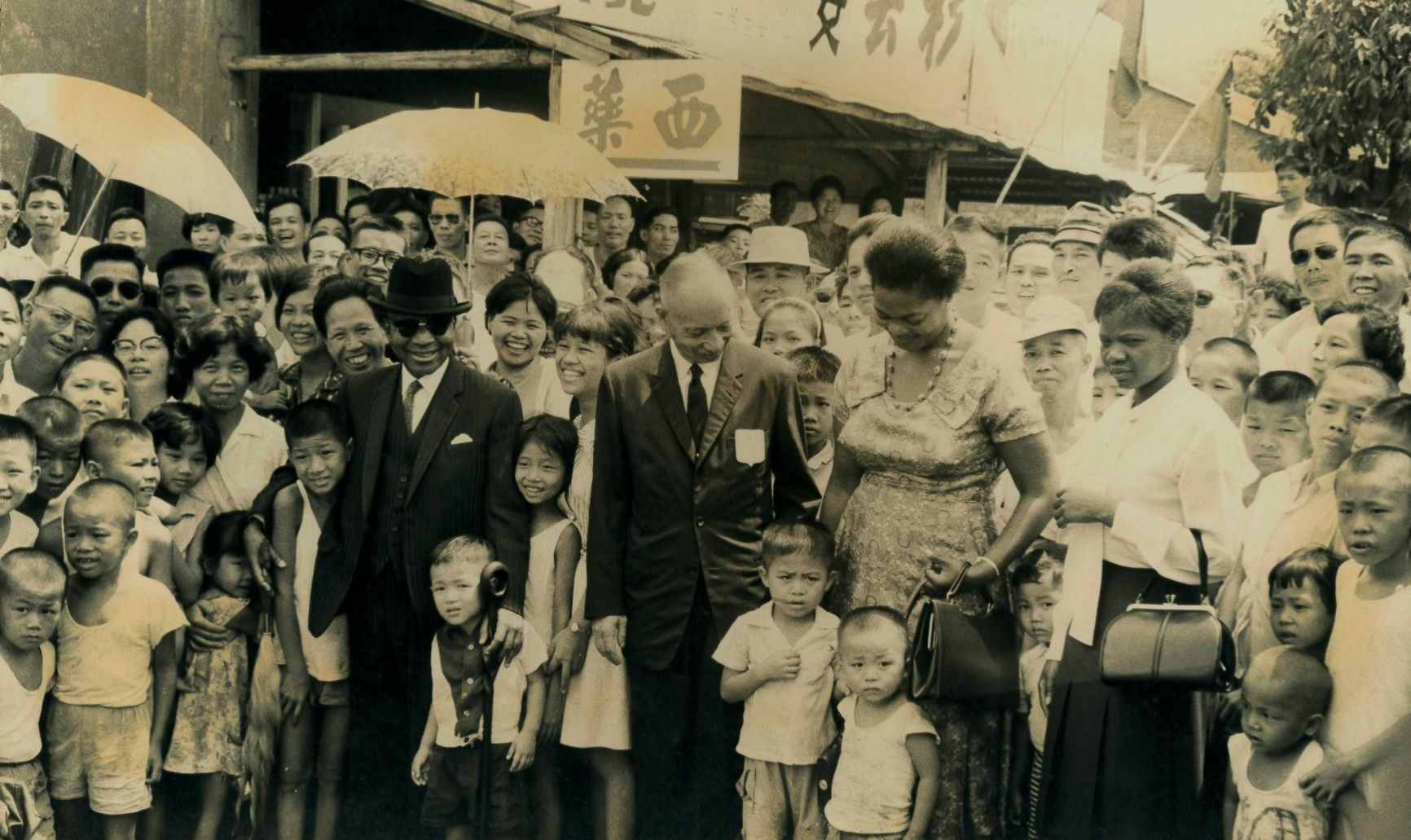
El 1967, Banda va visitar Taiwan

Malawi va adoptar una nova constitució el 6 de juliol de 1966, en la qual el país va ser declarat república. Banda va ser elegit primer president del país per un mandat de cinc anys; era l'únic candidat. El nou document atorgava a Banda amplis poders executius i legislatius, i també convertia formalment el MCP en l'únic partit legal. No obstant això, el país ja havia estat un estat de facto estat unipartidista des de la independència. La nova constitució va convertir efectivament la presidència de Banda en una dictadura legal.
L'any 1970, un congrés de l'MCP va declarar a Banda el seu president per vida. L'any 1971, la legislatura també va declarar a Banda President per vida de Malawi.
Banda era vist principalment externament com un líder benigne, encara que excèntric, una imatge fomentada pels seus vestits de tres peces d'estil anglès, mocadors a joc i bastó. El juny de 1967, la Universitat de Massachusetts li va concedir un doctorat honoris causa amb el premi «... pediatre de la seva nació infantil». El mateix Banda va resumir sense embuts el seu enfocament per governar el país dient: «Tot és cosa meva. Tot. Tot el que dic és llei... literalment llei.» Dins de Malawi, les opinions sobre ell anaven des de la devoció de culte fins a la por.

### L'incident de Mwanza Four
El 1983, tres ministres - Dick Matenje, Twaibu Sangala, Aaron Gadama - i el membre del Parlament David Chiwanga van morir en el que es va qualificar oficialment com un «accident de trànsit». Banda havia convidat a un «debat intern sobre la democràcia multipartidista pendent» a Malawi. Durant una reunió del gabinet, els tres ministres havien expressat el seu suport a la idea multipartidista, desafiant efectivament la pretensió de Banda a la presidència vitalícia. Enfadat, Banda va «dissoldre el gabinet» ràpidament i va anunciar que el parlament es reuniria immediatament. Al final d'aquella sessió del parlament, tothom a les cambres va ser efectivament desposseït del seu estatus polític. Els tres homes van ser apropats als edificis del Parlament de Zomba per ser interrogats. Més tard, els quatre van ser agrupats al Peugeot 604 de Matenje i conduïts fins a Thambani, al districte de Mwanza, a l'oest de Blantyre, on es va produir l'accident: fonts van informar que el seu cotxe s'havia «bolcat mentre els homes intentaven escapar al veí Moçambic». Més tard, es va descobrir que havien estat assassinats en tenir clavades agulles de tenda al cap. Banda va ordenar un enterrament nocturn i va ordenar que no s'obrissin els cofres per a una darrera visualització.

### Política exterior
Va ser un dels pocs països a mantenir relacions diplomàtiques amb Sud-àfrica en temps de l'apartheid
Banda va permetre eleccions democràtiques el 1994 i les va perdre, però el partit que ell va fundar «Partit del Congrés de Malawi» continuà en el poder.

#### Anticomunisme
Durant la presidència de Banda, Malawi inicialment es va negar a establir relacions diplomàtiques amb qualsevol dels governs comunistes d'Europa de l'Est o Àsia (no obstant això, després es van establir relacions amb Corea del Nord el 1982 i amb Romania i Albània el 1985).
Banda va ser un dels pocs líders africans que va donar suport als Estats Units a la Guerra del Vietnam, una posició que va adoptar en part a causa del seu odi al comunisme.

#### Relacions amb països africans

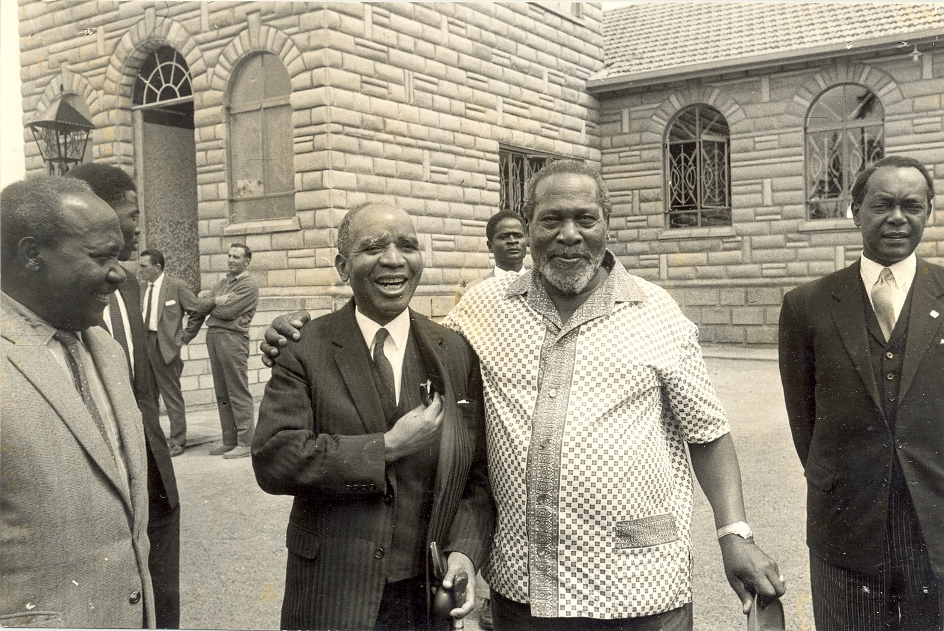
Hastings Banda amb Jomo Kenyatta de Kenya

Mentre que moltes nacions del sud d'Àfrica van comerciar amb Sud-àfrica de l'era de l'apartheid per necessitat econòmica, Malawi va ser l'única nació africana que va reconèixer Sud-àfrica i va establir relacions diplomàtiques amb ella, inclòs un tractat comercial que va enfadar altres líders africans. Van amenaçar amb expulsar Malawi de l'Organització de la Unitat Africana fins que Banda deixés el poder. Banda va respondre acusant altres països africans d'hipocresia, dient en un discurs públic al seu parlament: «No hi ha terror, Cassius, en les teves amenaces» (Juli Cèsar). Els va dir que es concentressin a convèncer el govern sud-africà que l'apartheid era innecessari. A més, va afegir que [els líders africans] practiquen la desunió, no la unitat, mentre es fan passar com els alliberadors «d'Àfrica. Mentre toquen a l'orquestra del panafricanisme, les seves pròpies Romes estan cremant».

#### Relacions amb Sud-àfrica
Banda va ser l'únic governant africà que va establir relacions diplomàtiques amb Sud-àfrica durant l'apartheid, així com el règim portuguès a Moçambic. Després de la crisi del gabinet el 1964, Banda es va aïllar cada cop més en la política africana. D'altra banda, la seva antipatia per Roy Welensky i el que va denunciar com la «federació estúpida» va ser una cortina de fum que va utilitzar per rebutjar la proposta de presa hidroelèctrica de Bangula, proposada per ser més gran que la presa de Gezira a Khartum, que La Federació de Welensky havia buscat i obtingut finançament del govern britànic. Banda va continuar culpant de tot, inclosos els cargols (probablement causen bilharzia generalitzada) per avortar el projecte. Al seu torn, els britànics van negar a Banda el finançament i el suport pressupostari que necessitava per construir el seu somni d'una nova capital a Lilongwe, a la seva regió natal. Per tant, es va dirigir a Sud-àfrica, jugant a jocs geopolítics a la regió, que li va donar un préstec suau de 300 milions de rands. El quid pro quo va ser que Banda havia de donar suport a les polítiques d'apartheid de Sud-àfrica entre els seus companys líders africans. Per tant, en una ocasió va fer una visita d'estat a Sud-àfrica on es va reunir amb els seus homòlegs sud-africans a Stellenbosch. Banda va assenyalar una vegada que «És només un contacte com aquest [entre Sud-àfrica i Malawi] el que pot revelar a la teva gent que hi ha gent civilitzada que no sigui blanca.» El ferm anticomunisme de Banda també va influir en la seva decisió de buscar relacions càlides amb Sud-àfrica.
Després que l'era de l'apartheid va acabar i l'ANC va arribar a dominar la política sud-africana durant la dècada de 1990, les relacions entre Malawi i Sud-àfrica van amenaçar amb un gir a la baixa, però un grup de treball de Malawi encapçalat per enviats diplomàtics de Malawi a Sud-àfrica, inclosos SP Kachipande i l'antic diplomàtic, Mr. Phiri, va organitzar una reunió entre els dos governs que va resultar en la primera visita oficial de Nelson Mandela a Malawi com a president de l'ANC a principis dels anys noranta. Es va reunir amb John Tembo i el president. Les relacions entre els dos governs van continuar sent cordials després que es va revelar que Banda va ajudar en secret l'ANC durant l'època de l'apartheid. El govern de Malawi i el govern sud-africà van continuar les relacions diplomàtiques.

#### Implicació a Moçambic

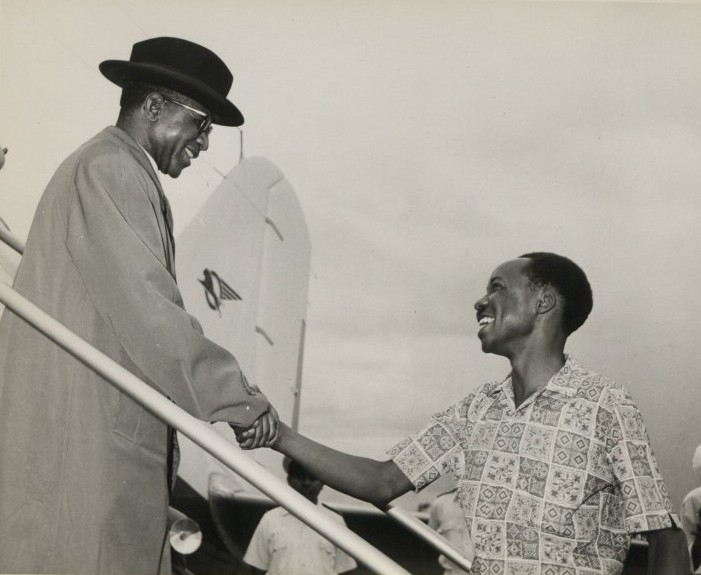
Banda amb el president Nyerere

La participació de Banda a Moçambic es remunta als temps colonials portuguesos a Moçambic quan Banda va donar suport al govern colonial portuguès ia les forces guerrilleres que treballaven per a ell. Després de la independència a Malawi, Banda va reforçar la seva relació amb el govern colonial portuguès nomenant Jorge Jardim com a cònsol honorari de Malawi a Moçambic el setembre de 1964. També va treballar contra les forces del Front d'Alliberament de Moçambic (FRELIMO) a Malawi en suport continuat a les forces colonials portugueses. L'Organització de la Unitat Africana havia designat Malawi com un dels Estats de primera línia per ajudar els moviments independentistes a Moçambic.

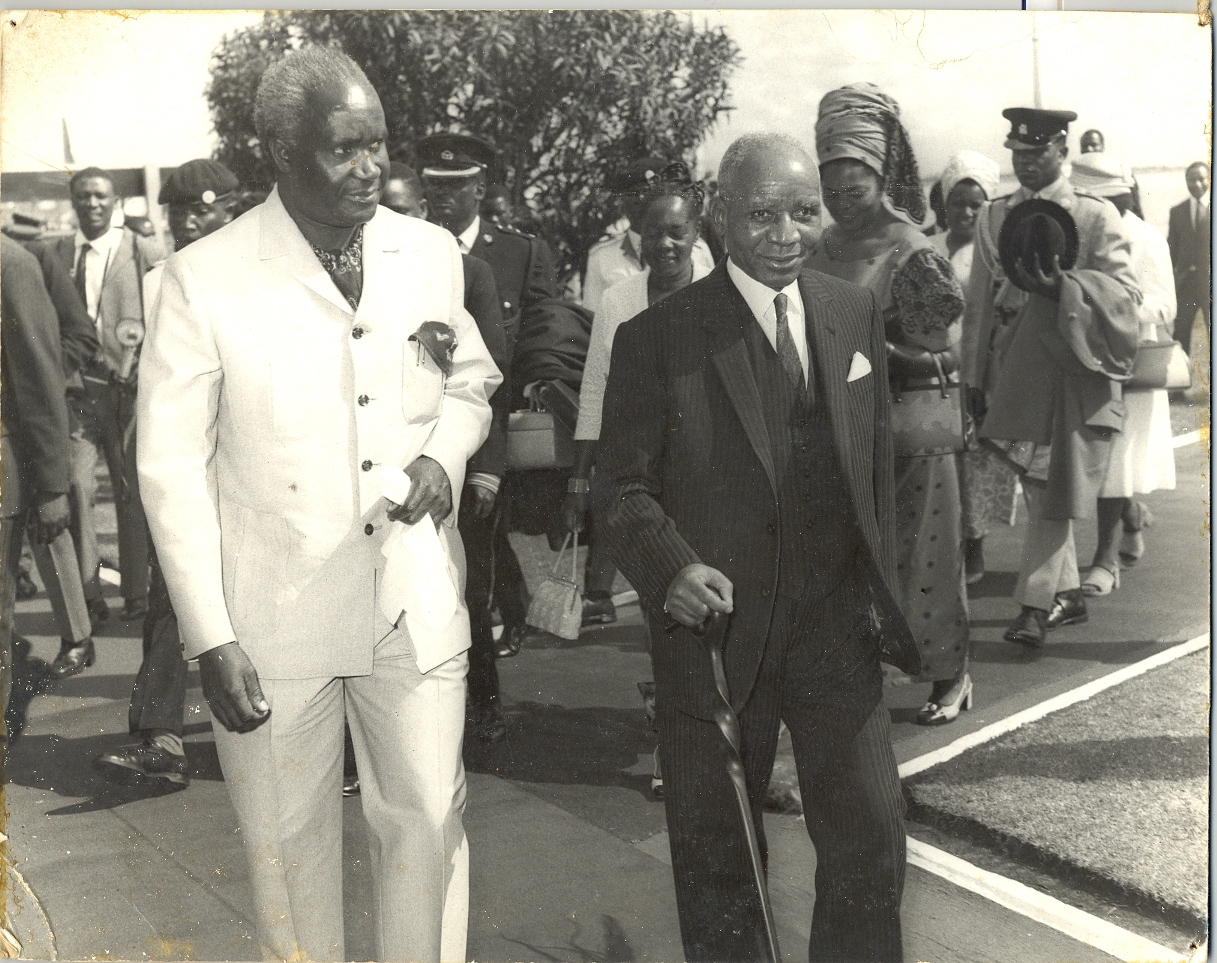
Reunió de Banda amb el president de Zambia Kenneth Kaunda. Zàmbia va proporcionar suport logístic als moviments nacionalistes negres a la Rhodèsia d'Ian Smith, el sud-oest d'Àfrica, Angola i Moçambic.

A la dècada de 1980, Banda va donar suport tant al govern com al moviment guerriller durant la Guerra Civil de Moçambic. Va donar amb èxit a l'Exèrcit de Malawi i als Joves Pioners de Malawi missions oposades a Moçambic de 1987 a 1992. L'exèrcit de Malawi va donar suport al govern de Moçambic, controlat pel FRELIMO després de la independència del país el 1975, per defensar els interessos de Malawi a Moçambic. Això es va fer formalment mitjançant un acord el 1984 amb Samora Machel. Simultàniament, Banda va utilitzar el MYP com a missatgers i partidaris actius de la Resistència Nacional de Moçambic (RENAMO), que havia estat lluitant contra el govern de Machel des de finals dels anys setanta. Malawi es va utilitzar per canalitzar l'ajuda estrangera del govern de l'apartheid de Sud-àfrica. Machel va emetre un dossier a Frontline States amb proves que Banda encara donava suport als insurgents malgrat l'acord de 1984 per aturar-se. El setembre del 1986, Machel, Robert Mugabe i Kenneth Kaunda van visitar Banda per persuadir-lo de deixar de donar suport a RENAMO. El successor de Machel, Joaquim Chissano, va continuar queixant-se de la manca de voluntat de Malawi per deixar de donar suport a RENAMO. Banda, però, intentava mantenir els interessos de Malawi al port de Nacala a Moçambic i no volia dependre dels ports de Tanzània i Sud-àfrica per a les seves importacions i exportacions a causa de la despesa. Moçambic i Malawi van arribar a un acord per col·locar tropes d'ambdós països a Nayuchi prop del port. Els incidents de membres de l'exèrcit de Malawi que van ser assassinats al llarg de quatre anys van enfadar l'exèrcit perquè els membres del MYP estaven involucrats amb els insurgents, bàsicament enfrontant-los l'un a l'altre.

### Desaparició política
El final de la Guerra Freda va fer sonar el clam de mort de l'autocràcia de Banda. Els líders occidentals i els donants d'ajuda internacional ja no necessitaven els règims anticomunistes autoritaris del Tercer Món, tots els quals van patir una pressió creixent per democratitzar-se. Els donants van dir a Banda que havia d'implementar reformes destinades a fer que el seu govern fos transparent i responsable davant la gent i la comunitat internacional com a condició per a més ajuda. El govern britànic també va aturar el seu suport financer. El març de 1992, els bisbes catòlics de Malawi van publicar una carta pastoral de Quaresma que criticava Banda i el seu govern. Els estudiants de la Universitat de Malawi al Chancellor College i la Politècnica es van unir a les protestes i manifestacions per donar suport als bisbes, obligant les autoritats a tancar els campus.
L'abril de 1992, Chakufwa Chihana, un sindicalista, va demanar obertament un referèndum nacional sobre el futur polític de Malawi. Va ser arrestat abans d'acabar el seu discurs a l'aeroport internacional de Lilongwe. A l'octubre de 1992, aquesta pressió creixent de dins i de la comunitat internacional va obligar Banda a concedir la celebració d'un referèndum sobre si es mantenia l'estat de partit únic. El referèndum es va celebrar el 14 de juny de 1993, que va resultar en un vot aclaparador (64%) a favor de la democràcia multipartidista. Després d'això, es van formar partits polítics a més del MCP i es va iniciar la preparació per a les eleccions generals. Banda va treballar amb els partits que s'acabaven de formar i amb l'església, i no va fer cap protesta quan una assemblea especial el va desposseir del seu títol de President per vida, juntament amb la majoria dels seus poders. La transició d'un dels règims més repressius d'Àfrica a la democràcia va ser força pacífica.

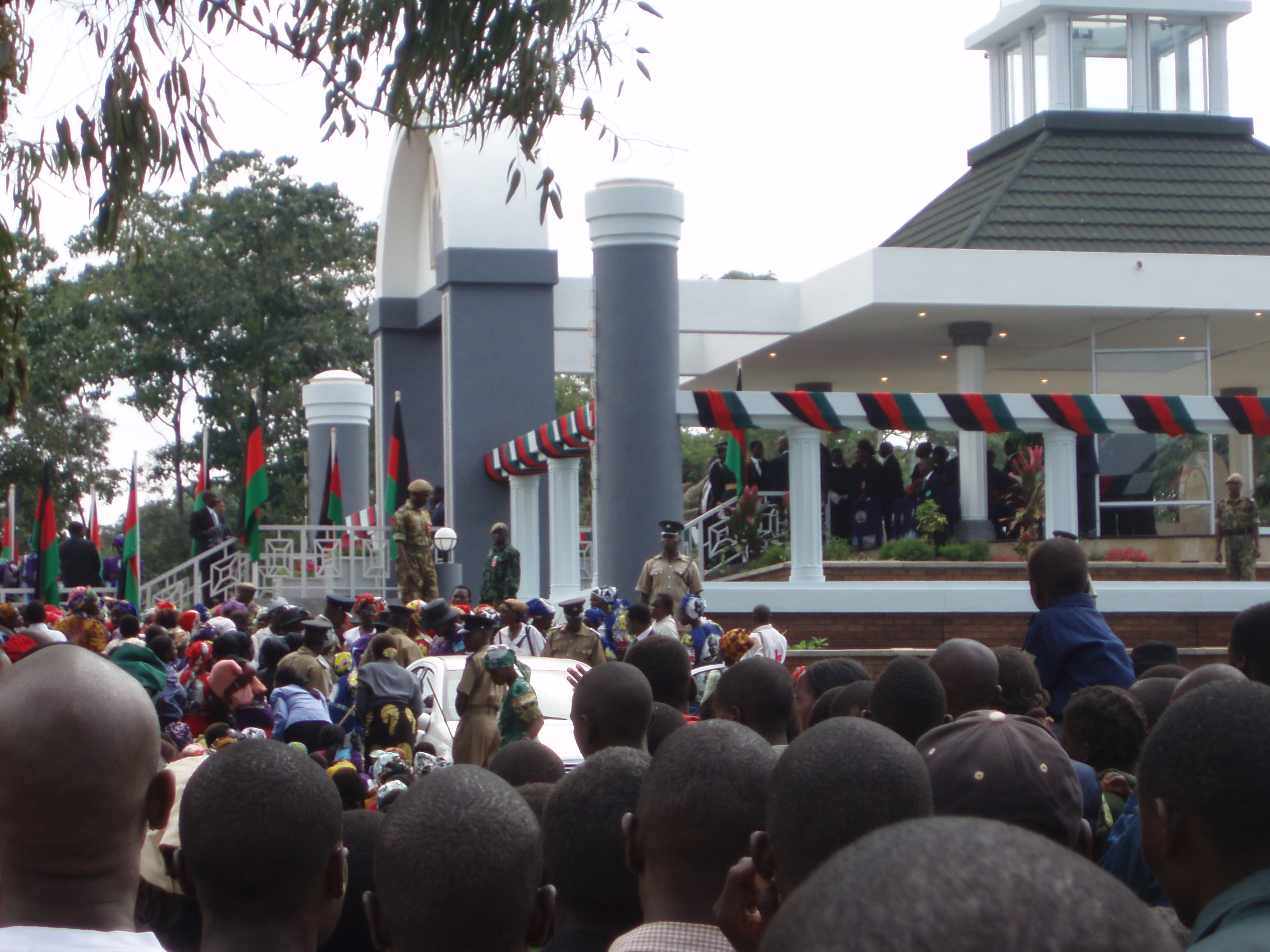
Cerimònia d'obertura del Mausoleu de Banda, 14 de maig de 2006 - Lilongwe, Malawi

L'operació Bwezani va ser una operació de l'exèrcit de Malawi per desarmar els Joves Pioners de Malawi en el punt àlgid de la transició política el desembre de 1993. Bwezani significa «tornar». El PAI tenia una forta xarxa d'espies i simpatitzants a tot el país a tots els nivells de la societat. Eren els guardaespatlles de seguretat personal de Banda i tots estaven entrenats i adoctrinats en el kamuzuisme i l'entrenament militar. L'exèrcit de Malawi no es va infiltrar en aquest grup abans de rebre ànims per les protestes de la gent.
Després d'algunes preguntes sobre la seva salut, Banda es va presentar a les primeres eleccions presidencials realment democràtiques de Malawi el 1994. Va ser rotundament derrotat per Bakili Muluzi, un Yao de la regió del sud del país. Banda va reconèixer ràpidament la derrota. «Vull felicitar-lo de tot cor i oferir-li [Muluzi] el meu total suport i cooperació», va dir a la ràdio estatal, posant fi als 30 anys de govern unipartidista de Malawi.
El partit liderat per Banda des que va fer el relleu d'Orton Chirwa el 1960, el Partit del Congrés de Malawi, segueix sent una força important en la política de Malawi.

#### Procés de Mwanza
El 1995, Banda va ser arrestada i acusada de l'assassinat, deu anys abans, d'antics companys del gabinet. Va ser absolt per manca de proves.
Banda es va mantenir força impenitent en la seva opinió dels malauians, anomenant-los «nens de la política» i dient que trobarien a faltar el seu govern de mà de ferro.

El 4 de gener de 1996 es va emetre una declaració de disculpa en nom d'H. Kamuzu Banda al poble de la seva nació poc després de ser absolt en els judicis de Mwanza. La declaració va ser rebuda amb polèmica, sospita i menyspreu. També es va qüestionar si Banda va escriure la declaració ell mateix o si algú la va escriure en nom seu. En ell, va assenyalar que:
| « | Els sistemes de govern són dinàmics i estan obligats a canviar d'acord amb els desitjos i aspiracions de la gent... Durant el meu mandat, em vaig dedicar desinteressadament a la bona causa de la mare Malawi en la lluita contra la pobresa, la ignorància i la malaltia entre moltes altres qüestions; però si dins del procés, aquells que van treballar al meu govern o amb una falsa pretensió en el meu nom o, de fet, sense saber-ho, van causar dolor i sofriment a algú en aquest país en nom de la nació, li demano les meves sinceres disculpes. També demano un esperit de reconciliació i perdó entre tots nosaltres... El nostre bell país ha rebut el sobrenom de "El cor càlid d'Àfrica" i hem estat admirats per la nostra calidesa i esperit de treball dur. Aquesta admiració exigeix no només la necessitat de mirar el nostre passat i el present i extreure'n lliçons, sinó que encara és més gran la necessitat de mirar cap al futur en els nostres esforços per reconstruir i reconciliar si hem d'anar endavant. | » |

## La vida al Malawi de Banda
El seu govern supervisava molt de prop la vida de la gent. Al principi del seu govern, Banda va instituir un codi de vestimenta arrelat en les seves predileccions socialment conservadores. A les dones no se'ls permetia portar roba transparent, tenir escots visibles, pantalons i no se'ls permetia portar faldilles o vestits que anés per sobre dels genolls. L'única excepció a això va ser als centres de vacances i clubs de camp, on el públic en general no els podia veure. Banda va explicar que aquestes restriccions no estaven dissenyades per oprimir les dones, sinó per inculcar-les respecte i dignitat. Els cabells dels homes no havien de ser més llargs que el coll, i als visitants estrangers a l'aeroport els feien talls de cabell obligatoris si calia. Qualsevol home que s'aventurava en públic amb els cabells llargs també podia ser capturat per la policia i sotmès a una tallada de cabells involuntària.

Fins i tot els estrangers que arribaven a Malawi estaven subjectes al codi de vestimenta de Banda. A la dècada de 1970, els possibles visitants del país van ser informats del següent requisit per obtenir visats:
| « | No es permetrà a les dones entrar al país si porten vestits curts o pantalons, excepte en trànsit o als centres turístics de Lake Holiday o parcs nacionals. Les faldilles i els vestits han de cobrir els genolls per tal d'ajustar-se a la normativa governamental. Està prohibida l'entrada de 'hippies' i homes amb cabells llargs i pantalons acampanats. | » |

### Problemes de les dones
Banda va fundar Chitukuko Cha Amai m'Malawi (CCAM) per abordar les preocupacions, necessitats, drets i oportunitats de les dones a Malawi. Aquesta institució va motivar les dones a destacar en l'educació i el govern i les va animar a tenir un paper més actiu a la seva comunitat, església i família. L'assessora nacional de la fundació va ser Cecilia Tamanda Kadzamira, l'amfitriona oficial de l'expresident.

### Infraestructura
El 1964, després de servir com a ministre del govern a l'administració colonial, Banda va adoptar una política macroeconòmica destinada a accelerar el desenvolupament econòmic per a la millora dels malawians. Es va establir pel model de Rostow d'economia de "posar-se al dia", en el qual Malawi perseguiria enèrgicament la Industrialització per substitució de les importacions (ISI). Això va suposar tant la recerca de l'"autosuficiència" per a Malawi, que va tornar a dependre menys del seu antic amo colonial, com el creixement d'una base industrial que pogués garantir que Malawi fos capaç de produir els seus propis béns i serveis. Aquesta capacitat s'utilitzaria llavors per aconseguir i fins i tot superar Occident. Es va iniciar un programa de desenvolupament d'infraestructures sota els documents de polítiques de desenvolupament (DEVPOLs) que Malawi va adoptar a partir de 1964. Gran part d'aquest desenvolupament es va finançar a través de la Corporació de Desenvolupament i Màrqueting Agrícola, una corporació de propietat governamental o paraestatal formada per promoure l'economia de Malawi augmentant el volum d'exportacions agrícoles i per desenvolupar nous mercats estrangers per al producte agrícola de Malawi. En la seva fundació, ADMARC va rebre la facultat de finançar el desenvolupament econòmic de qualsevol organització pública o privada. Des de la seva formació es va implicar en la desviació de recursos de la petita explotació agrícola a les plantacions de tabac, sovint propietat de membres de l'elit dirigent. Això va provocar corrupció, abús de càrrec i ineficiència en ADMARC,
La infraestructura del país es va beneficiar amb programes massius de construcció de carreteres. Amb la decisió de traslladar la capital de Zomba a Lilongwe (en contra de les objeccions vociferes de la preferència britànica pel Blantyre econòmicament saludable i ben desenvolupat), es va construir una nova carretera que unia Blantyre i Zomba amb Lilongwe. La Capital City Development Corporation (CCDC) a Lilongwe va ser en si mateixa un rusc de desenvolupament d'infraestructures, recolzada per la planificació i els fons de l'era de l'apartheid a Sud-àfrica. Els britànics es van negar a finançar el trasllat a Lilongwe. El CCDC es va convertir en l'únic agent de desenvolupament de Lilongwe; la construcció de carreteres, la seu del govern a Capital Hill, etc. S'hi van afegir altres entitats d'infraestructura, com Malawi Hotels Limited, que va emprendre projectes massius com el Mount Soche, l'Hotel Capital i l'Hotel Mzuzu. Pel que fa a la indústria, la Corporació de Desenvolupament de Malawi (MDC) va tenir l'encàrrec de crear indústries i altres negocis. Mentrestant, la Press Corporation Limited del Dr. Banda i la Spearhead Corporation del MYP es van embarcar en iniciatives empresarials que van portar a un auge econòmic entre mitjans i finals dels anys setanta.
No obstant això, entre 1979 i 1980, la bombolla havia esclatat a causa de la crisi econòmica mundial engegada per la Guerra del Yom Kippur entre Israel i els àrabs el 1973. L'augment dels preus del petroli i la caiguda dels preus mundials de les matèries primeres es van combinar per causar estralls en una economia de Malawi fràgil i sense litoral basada en una estratègia macroeconòmica insular i indefensable d'ISI. Cada cop més, l'economia es va reordenar en una eina política per atendre les necessitats de consum de la classe mitjana emergent de Malawi i, per tant, fer-la menys propensa a la revolució.
Banda va fundar personalment l'Acadèmia Kamuzu, una escola inspirada en l'Eton, a la qual els professors de clàssics expatriats ensenyaven llatí i grec als nens de Malawi, i se'ls disciplinava si els enxampaven parlant chichewa. Molts dels antics alumnes de l'escola han assumit funcions de lideratge en medicina, àmbit acadèmic i negoci a Malawi ia l'estranger. L'escola segueix sent un dels llegats més perdurables de Banda i va dir d'ella: "No volia que els meus fills i filles haguessin de viatjar a l'estranger per obtenir una educació com jo". S'afirma, probablement de manera incorrecta i injusta, que va gastar gairebé tot el pressupost d'educació del país en aquest projecte, tot ignorant cada cop més les necessitats i el benestar de la majoria [80%] dels malawians que treballen a les zones rurals. El National Rural Development Program i el Rural Growth Centers eren polítiques provisionals i tardanes destinades a desviar que les poblacions rurals es traslladessin a les poques àrees urbanes que havien creat les polítiques macroeconòmiques de l'ISI de Banda i que ara estaven sent maltractades per l'arribada de més i més gent rural que buscava millors oportunitats.
Finalment, amb l'enfonsament de la Guerra Freda, van arribar el Banc Mundial i el Fons Monetari Internacional, que van imposar una sèrie de Programes d'Ajust Estructural a partir de 1987.

## Riquesa
Es creu que durant el seu govern, Banda va acumular almenys 320 milions de dòlars EUA en actius personals, que es creu que s'inverteixen en tot, des de l'agricultura fins als interessos miners a Sud-àfrica.

## Vida personal
Banda no tenia hereus coneguts, però tenia una gran fortuna dirigida per la seva família. No estava casat quan va morir. Cecilia Kadzamira era l'amfitriona o primera dama oficial de Malawi. Bàsicament va governar el país amb el seu oncle, John Tembo, durant els últims anys de Banda.
La seva aventura i la seva relació amb Merene French segueixen sent en gran part un misteri. Havia rebutjat la companyia i el matrimoni i va donar l'esquena a l'anglesa que va donar a llum el seu fill extramatrimonial. El 2010, Jumani Johansson (1973–2019) va afirmar que era fill del difunt president i estava buscant proves d'ADN als tribunals de Malawi. La neboda neboda Jane Dzanjalimodzi era l'antiga marmessor de la seva finca.

## Mort
Banda va morir a la Clínica Garden City de Johannesburg, Sud-àfrica, el 25 de novembre de 1997, per insuficiència respiratòria. Encara que la clínica va registrar la seva edat de 99 anys, els funcionaris governamentals afirmen que era més probable que tingués al voltant dels 90. Tot i que va ser enterrat amb pompa, en la dècada posterior a la seva mort es va demanar un memorial més important per al primer president del país. L'any 2005 es va iniciar la construcció d'un mausoleu amb una biblioteca i una pista de ball Completat el 2009, amb un cost de 600.000 dòlars EUA, el mausoleu està fet de marbre i granit. Els seus quatre pilars principals porten les inicials dels principis clau de Banda: unitat, lleialtat, obediència i disciplina. L'any 2009 es va erigir una estàtua de bronze de Banda. Des del 10 d'abril de 1995, quan va morir l'antic primer ministre de l'Índia Morarji Desai, Banda va ser l'antic cap de govern viu més antic del món fins a la seva pròpia mort el 1997.

## Targetes del partit
Tots els ciutadans adults havien de ser membres del MCP. Les targetes de partit s'havien de portar en tot moment i presentar-les en inspeccions policials aleatòries. Les cartes van ser venudes, sovint per Malawi Young Pioneers (MYP) de Banda. En uns quants casos, aquests joves fins i tot venien targetes als nens no nascuts.

### Joves pioners de Malawi
Els Joves Pioners de Malawi eren l'ala paramilitar coneguda del MCP, utilitzada per intimidar i assetjar el públic. Els Pioners portaven armes, portaven a terme operacions d'espionatge i intel·ligència i eren guardaespatlles de confiança de Banda. Van ajudar a fomentar la cultura de la por que va prevaler durant el seu govern.

### Culte a la personalitat
Banda va ser objecte d'un extens culte a la personalitat. Cada edifici comercial havia de tenir una imatge oficial d'ell penjada a la paret, i cap cartell, rellotge o imatge podia ser més alt que el seu retrat. Abans de cada pel·lícula, es va mostrar un vídeo de Banda saludant a la gent mentre sonava l'himne. Quan Banda visitava una ciutat, s'esperava que un contingent de dones el saludessin a l'aeroport i ballessin per ell. Un drap especial, amb la imatge del president, era el vestit necessari per a aquestes actuacions. Les cases de culte requerien l'aprovació del govern per funcionar, i algunes confessions com els testimonis de Jehovà estaven totalment prohibides.

### Censura
Totes les pel·lícules mostrades als cinemes van ser vistes per primera vegada per la Junta de Censura de Malawi i editades pel contingut. La nuesa i altres continguts socialment o políticament inacceptables estaven prohibits i les pel·lícules ni tan sols podien mostrar parelles besant-se. Les cintes de vídeo s'havien d'enviar a la Junta de Censura per poder ser visionades. Un cop editada, la pel·lícula va rebre un adhesiu que indicava que ara era apta per a la seva visualització i es va tornar a enviar al propietari. També es van editar articles per vendre a les llibreries. Les pàgines, o parts de pàgines, es van retallar de revistes com Newsweek i Time. La literatura comunista, les revistes eròtiques i l'Àfrica sobre un cordó de Lonely Planet van ser prohibits. Els mitjans de comunicació de masses –una única emissora de ràdio, un sol diari i un sol diari setmanal– estaven estretament controlats i servien principalment com a mitjans de propaganda del govern, mentre que el govern es va negar a introduir la televisió. Tanmateix, els malawis més rics van comprar aparells com a monitors per als seus VCR. Es va desanimar el coneixement de la història anterior a Banda i es van cremar molts llibres sobre aquests temes. Banda suposadament va perseguir algunes de les tribus del nord (especialment els Tumbuka), prohibint la seva llengua i els seus llibres, així com els professors de determinades tribus. Els estrangers que incompleixen qualsevol d'aquestes regles sovint eren declarats Immigrants Prohibits i deportats.